# Regional District of Fraser-Fort George
Regional District of Fraser-Fort George är ett regionalt distrikt i provinsen British Columbia i Kanada. Antalet invånare är 94 506 (år 2016) och ytan är 50 676 kvadratkilometer.
I Regional District of Fraser-Fort George finns kommunerna City of Prince George, District of Mackenzie, Village of Valemount och Village of McBride.